# Charlie the Unicorn
Charlie the Unicorn (littéralement « Charlie la licorne » en français) est une mini série d'animation Flash écrite, animée et produite par Jason Steele via son site d'auto-production FilmCow. Les quatre épisodes retracent la vie de Charlie, une licorne léthargique, et de deux autres jeunes licornes loufoques qui l'entraînent dans des aventures pour le moins psychédéliques.
Jason Steele avait d'abord créé Charlie the Unicorn pour sa mère ; la vidéo parut au nom de celle-ci et fut signée de son pseudonyme « TypeQueen » sur Newgrounds. Gagnant rapidement une popularité certaine auprès des internautes, la vidéo rejoint le mouvement des « vidéos virales », notamment par son arrivée sur YouTube, lui permettant d'obtenir un franc succès avec plus de 91 millions de vues début 2012,.
Une gamme de marchandises dérivées a vu le jour en 2008 et 2009, ainsi que deux autres épisodes : Charlie the Unicorn 2 et Charlie the Unicorn 3.
En 2009, les trois vidéos sont parues sur un même DVD intitulé The FilmCow Master Collection.
En 2010, Jason Steele crée une vidéo auto-parodique de Charlie la licorne intitulée Charlie teh Unicron.
Le 28 décembre 2012, le quatrième opus de la série est publié sur YouTube.
Les 10 octobre 2019 et 15 juin 2020 un épisode final (en deux parties) est publié sur Youtube.

## Synopsis
Dans l'épisode 1, Charlie la licorne se repose paisiblement dans une clairière lorsque deux jeunes licornes viennent lui demander de les accompagner à la Candy Mountain, le « pays des sucreries, de la joie, et de... la joie ». Pendant qu'ils continuent leur aventure dans la forêt, ils croisent un Liopleurodon magique. Après avoir traversé la forêt, ils arrivent sur un pont magique, avant de finalement arriver à Candy Mountain, où ils rencontrent des lettres avec des épais sourcils rouge qui dansent, puis qui explosent. Charlie se décide enfin à rentrer dans la montagne, où il se fera assommer, puis on lui volera son rein. 
Les épisodes se composent toujours de la même façon : Charlie est seul, les deux jeunes licornes apparaissent d'une façon insensée, elles lui expliquent le but, ils se mettent en route, croisent un élément étrange, arrivent à leurs but, chanson, explosion, perte d'un membre ou organe de Charlie et fin. Cependant, à la fin de l'épisode 4, Charlie ne perd pas un membre, mais se retrouve dans une situation inattendue...

## Personnages

### Principaux
- Charlie la licorne, le héros léthargique et terre-à-terre entraîné contre son gré dans une aventure vers la mythique Candy Mountain[6]. Il fait preuve d'un cynisme rationnel voire terre-à-terre quant aux dires des deux autres licornes[7]
- les deux jeunes licornes, une bleue et une rose, qui entraînent Charlie dans des aventures insensées

### Secondaires
- un Liopleurodon magique, reptile marin échoué au milieu d'une forêt et guidant les aventuriers vers la montagne aux sucreries
- le « Banana King » et ses sujets (épisode 2) <<Met une banane dans ton oreille !>>
- le poisson-chèvre et la faune aquatique (épisode 3)
- Le mille-pattes lunaire géant (épisode 4)
- l'étoile de mer (l'épisode 3 et 4), qui aura une place décisive dans l'épisode numéro 4

## Création
Jason Steele a tout d'abord créé Charlie the Unicorn en tant qu'essai en animation Flash pour sa mère qui s'intéressait aux histoires de licornes en général.
L'idée lui serait venue alors qu'il était simplement en train de déambuler en chantant « la la la » à tue-tête, et, d'après les Steele, la conception de la vidéo s'est faite d'une seule traite, sans modifications a posteriori.
Le concept de la vidéo est basé sur un humour surréaliste et noir.
Steele soutient que le premier épisode a été inspiré du musicien Logan Whitehurst (en), qui était régulièrement en contact avec lui par e-mail et a composé la musique d'ouverture de son film Secret Agent Bob en 2003 ; il décrit le dernier épisode comme  « un contraste entre intelligence artistique et joie » de l'atmosphère de la vidéo.
Jason Steele a dessiné Charlie la licorne en utilisant Adobe Photoshop et Adobe Flash ; il a créé l'animation sous After Effects et a édité le tout avec Final Cut Pro.
La vidéo contient une chanson intitulée The Candy moutain cave, passant lorsque Charlie refuse d'entrer dans la Candy moutain et devient alors la victime de personnages incarnés par des lettres (C, A, N, D et Y).

## Réactions
Charlie la licorne est vite devenu populaire sur internet. En remarquant son succès sur Newgrounds en 2005, Geoff Swanson posta une copie de la vidéo sur YouTube en 2006, ce qui permit à un nombre de personnes plus important de connaître cette vidéo,. En 2007, la vidéo de Charlie la licorne a été vue environ 8 millions de fois, dont 4 millions sur Newgrounds, 1 million sur YouTube, 70 000 sur le site officiel FilmCow et le reste sur différents sites tels que Google Vidéos, MySpace, Grouper.com, etc.
Ce nombre de vues a grimpé à 46 millions en mars 2010, faisant de Charlie la licorne un élément majeur de la culture internet.
Le magazine en ligne Salon.com décrit la vidéo comme « L'improbable aventure d'une licorne capricieuse », et déclare « On peut facilement s'identifier à Charlie la licorne. Des collègues ennuyants et éclatant de couleurs nous poussent à les suivre [...] alors que l'on sommeillait à notre bureau, nous promettant de lointains délices sucrés. Faut-il rassembler ses forces et les suivre, en espérant qu'à la clé une récompense sucrée  nous permettra d'oublier la rudesse de notre existence quotidienne ? Peut-on leur faire confiance » ?
Charlie la licorne a également attiré plusieurs célébrités, donc le présentateur anglais Alex Zane (en), qui a clairement déclaré être un fan de la série, et les animateurs Kevin Pereira (en) et Olivia Munn.
Brian Hamlin du The Hollywood Reporter a jugé la vidéo « incroyablement bête et ennuyeuse », quoique « vraiment drôle et étrangement trop pleine de joie licornesque».
En 2009, le Time a élu la vidéo à la 49e position de son classement « Les 50 meilleures vidéos sur YouTube », en déclarant que « Charlie la licorne montre bien qu'il n'est pas nécessaire d'avoir du sens pour plaire et devenir culte ».
Des images du premier épisode de Charlie la licorne apparaissent, aux côtés d'extraits d'autres memes, dans le clip de "Pork and Beans" du groupe de rock Weezer, paru en mai 2008,,,.
Le personnage de Charlie apparaît pour la première fois dans une séquence parodiant Fensler Films (en) – G.I. Joe public service announcements, dans laquelle on peut voir des animations représentant les membres du groupe durant leur enfance, où le personnage Gung-Ho (G.I. Joe) (en) apparaît comme leur mentor et a un tatouage de Charlie sur son torse.
Le 22 novembre 2008, dans le cadre du lancement de l'évènement YouTube Live (en), des images des différents épisodes de Charlie la licorne ont été intégrées à une vidéo mettant en scène différents memes prenant vie, notamment Rick Astley effectuant son désormais célèbre comeback, et les conditions météorologiques mondiales se détériorent en Chocolate Rain.
Cette courte séquence a été introduite par une vidéo de 33 secondes mettant en scène Charlie et ses deux compères en passe de désamorcer une bombe avant d'être attaqués par un groupe de goélands ; cette deuxième vidéo n'ayant aucun rapport avec la première, en dehors de sa visée « publicitaire ».
Un groupe de merchandising constitué de FilmCow, CafePress et Hot Topic a été créé à la suite du succès de la vidéo ; les différents produits (t-shirts, pin's, mugs, etc.) contiennent des citations de la vidéo et sont généralement dans les tons des licornes, à savoir gris, bleu et rose,.

## Culture populaire
- Charlie the Unicorn a été mentionné dans le jeu télévisé Jeopardy![27],[28].
- Des images du premier épisode de Charlie la licorne apparaissent, aux côtés d'extraits d'autres buzz du moment, dans le clip de "Pork and beans" du groupe de rock Weezer[29].
- Sous la forme d'un easter egg, le corps sans vie d'une licorne nommée "Charlie"[30] peut être aperçue à Azsuna, dans l'extension Légion de World of Warcraft. Elle ne peut être atteinte qu'en passant par un vortex caché dans une caverne et est entourée de deux autres licornes "Coursoleil sournois" et "Coureur tellurique sinistre".